# Внутренняя алхимия

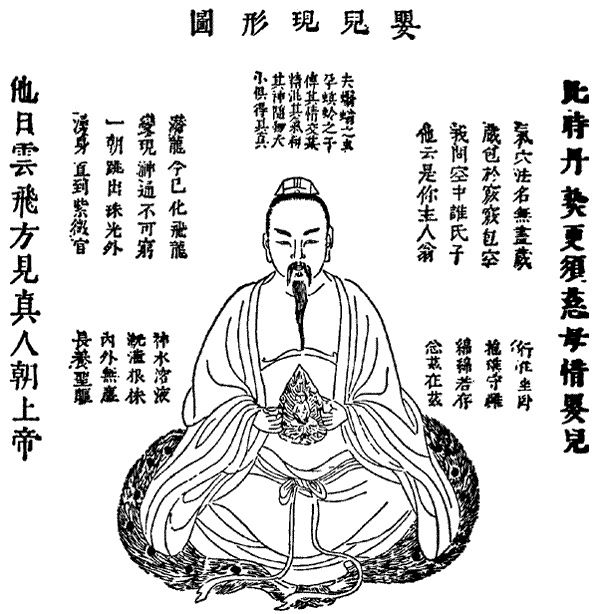
Развитие космического зародыша

Внутренняя алхимия — совокупность даосских духовных практик, включающих в себя элементы йоги, медитации, дыхательной практики цигуна, визуализации (цуньсян) и ритуала. Целью внутренней алхимии является достижение бессмертия или долголетия.

## Происхождение
Внутренняя алхимия стала особенно популярна в эпохи Тан и Сун, о ней сохранилось большое количество сочинений этого периода. При этом традиция внутренней алхимии прослеживается ещё до Ханьского периода и ранее (IV—III века до н. э.), о чём свидетельствуют мавандуйские тексты; внутренняя алхимия существовала параллельно внешней; в ранние времена внешней алхимии было посвящено больше сохранившейся литературы, но в конце танской эпохи внешняя алхимия почти полностью была вытеснена внутренней алхимией, при этом древние трактаты по внешней алхимии были заново интерпретированы, как трактаты по внутренней. Одним из основополагающих трактатов является сочинение Вэй Бояна Цаньтунци II века.

## Общие положения

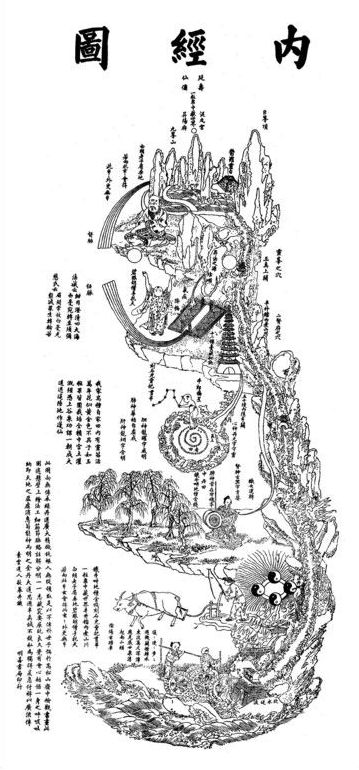
Схема «Нэй цзин ту»

Внутренняя алхимия опирается на представление, что бессмертие достигается за счёт определённых процессов в организме, которые поддерживаются специальными упражнениями и медитациями. Учение о внутренней алхимии обладает следующими особенностями:
- Теория внутренней алхимии опираются на древние сочинения по внешней алхимии, но вещества, которые там описаны (золото, серебро, киноварь, ртуть …), равно как и процессы плавления являются лишь символами, указывающими на организм человека — внутренние органы, меридианы, жидкости, соки, секрецию, потоки энергии.
- Процессы, проходящие внутри человека, взаимосвязаны с природными ритмами — сезонными изменениями природы, циклом день-ночь, фазами луны, ходом Юпитера. Пониманию природных ритмов и явлений посвящён Ицзин. Наблюдая за природой и следуя Ицзину и другим классическим книгам, можно правильно направить внутренние процессы в организме.
- Внутренние процессы регулируются с помощью дыхательных упражнений (цигун) и специальных медитаций. При этом активно используются знания классической китайской медицины о каналах, внутренних органах и потоках ци в организме.
- Огромное значение имеет психологическое состояние адепта, который должен быть настроен на правильные внутренние процессы, не расходуя энергию зря.
- Многочисленные переплавки длятся многие месяцы.
- В процессе переплавок и трансформаций вызревает бессмертный зародыш, который находится в даньтяне — полости живота на определённом расстоянии ниже пупка, которая является центром «утробного дыхания».
- Зародыш вскармливается и развивается в течение девяти месяцев (в некоторых рецептах указываются другие сроки), после чего покидает тело через макушку, новое тело уже обладает бессмертием.

Сам себя смог родить таким способом Лао-цзы (буквально — старый ребёнок), матушка Ли вынашивала его 81 год, а комментарии говорят, что Матушка Ли — это не кто иной, как сам Лао-цзы.
Для того, чтобы выращивание зародыша стало возможным, нужно не тратить попусту энергию и поддерживать себя особым образом — правильно питаться, не давать хода эмоциям. В частности, не рекомендуется тратить «эссенции» (цзин). Разработаны методы глотания слюны и удержания спермы от семяизвержения. Со внутренней алхимией связана также особая сексуальная практика, при которой удерживается семя, но энергии используются для омоложения организма.

## Основные понятия

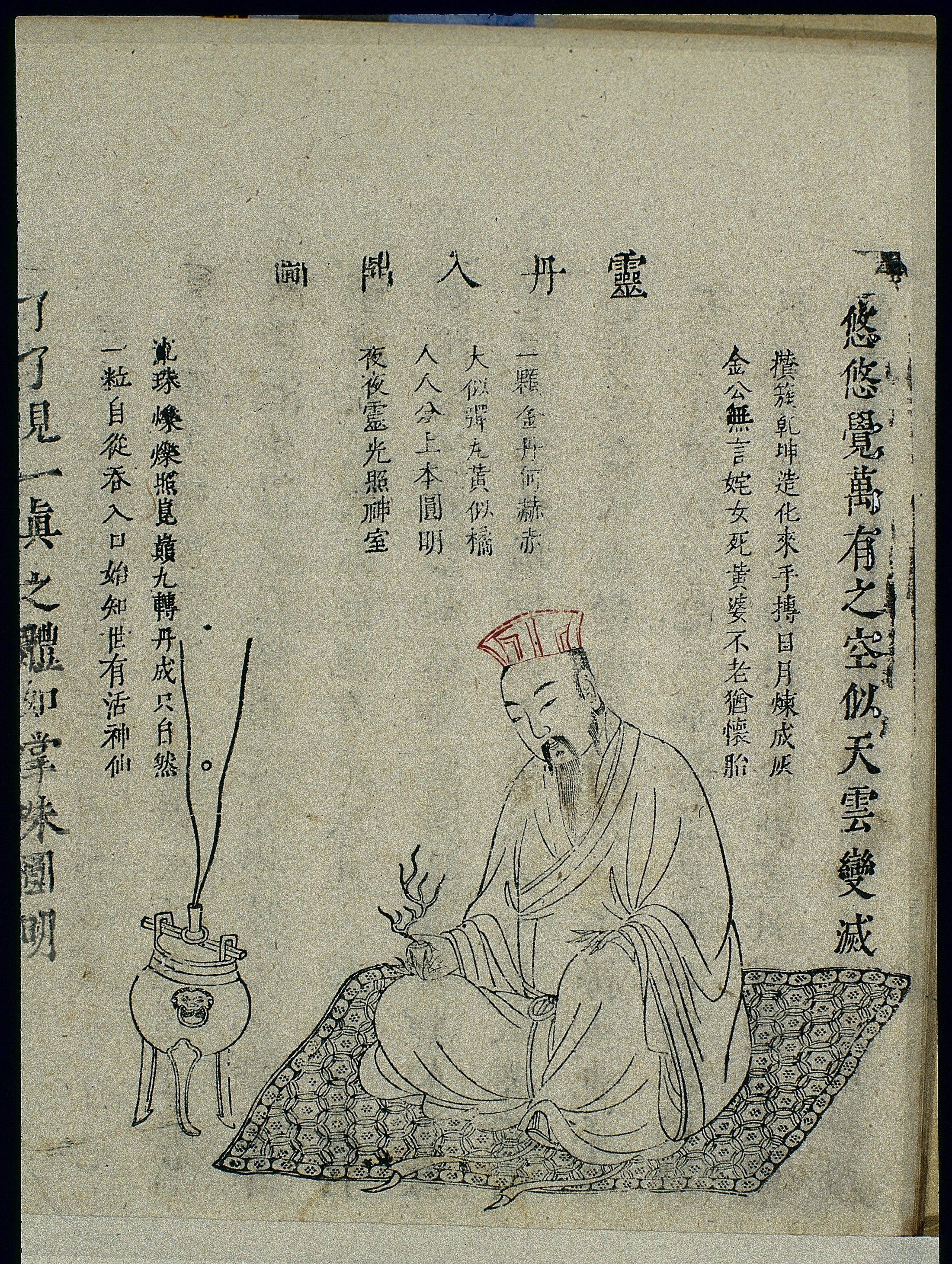
Китайская гравюра на дереве периода династии Мин. Иллюстрация внутренней алхимии «Наложение чудесного эликсира на треноге»

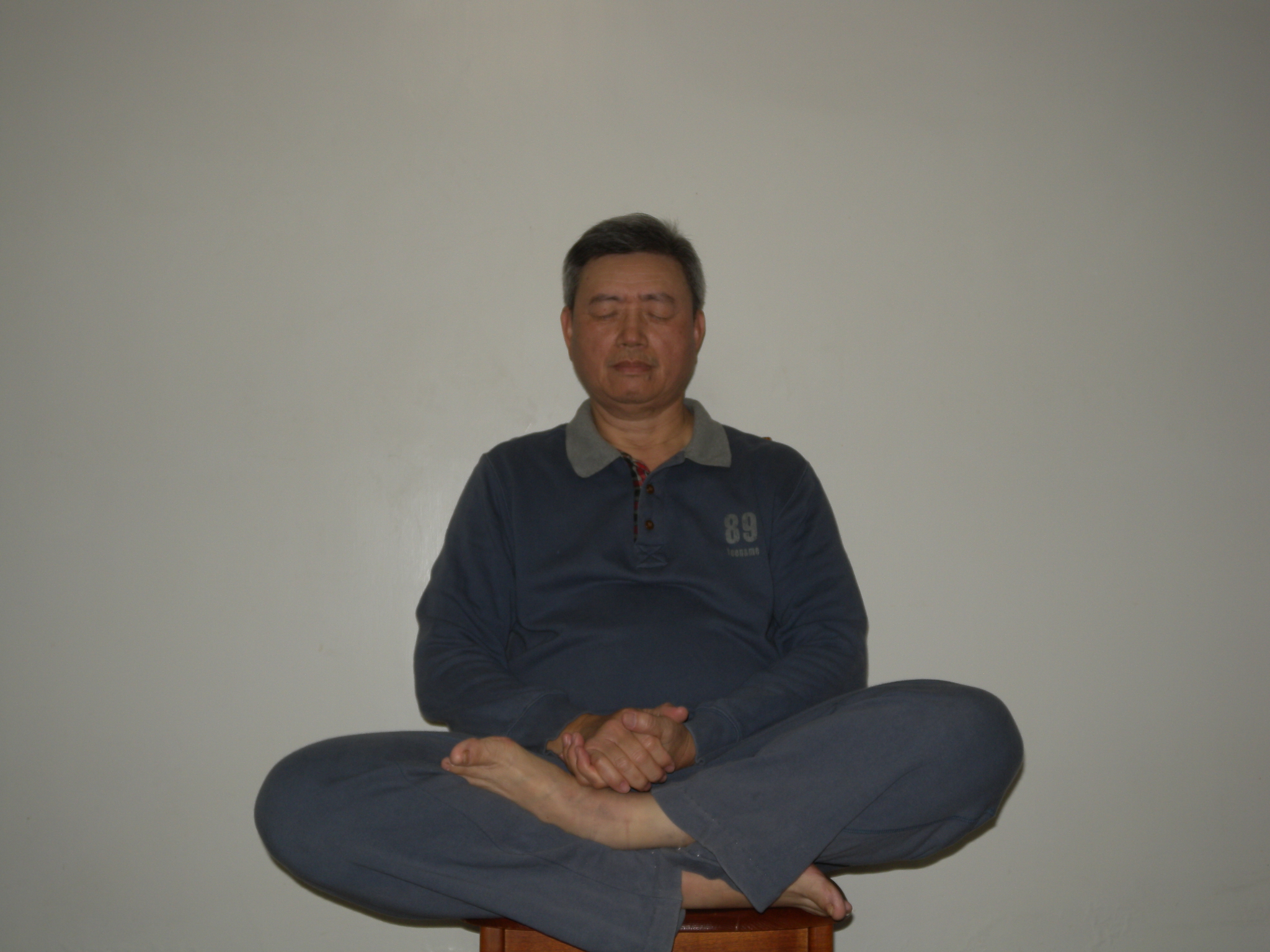
Практика Нейдана

### Энергии
- Цзин — эссенция, энергетическая составляющая спермы
- Ци — пневма, прана, энергия дыхания, витальная жизненная сила
- Шэнь — дух, связан со сложной иерархией небесных духов, которые проявляются как духи внутренних органов и систем организма. Соответствует также мыслительному процессу; в медицине — нервная система
- Юань ци — изначальная энергия, в медицине соответствует генетической энергии вида, определяет развитие организма и способствует заживлению ран и возврату организма к правильному состоянию

### Дантянь
Дантянь (丹田) — сложное слово; первый иероглиф имеет буквальные значения «пилюля/эликсир», а также «киноварь» и «красный», а второй — «поле», а также «возделывать поле» и «взращивать». Это важные для медитативных и физических техник, таких как цигун, и боевых искусств, таких как тайцзицюань, а также в традиционной китайской медицине, координационные центры ци в нижней части живота, районе сердца и голове.
Зародыш должен вызреть в нижнем даньтяне, при этом алхимические вещества отдельно готовятся в каждом из даньтяней для того, чтобы пестовать зародыш. Утробное дыхание — дыхание животом, необходимо для созревания зародыша. Когда зародыш вырастает, адепт перемещает себя в зародыш, и вылетает через макушку, а сам «избавляется от трупа». Это последний акт полного обновления себя и создания бессмертного тела.

### Алхимические вещества
Золото, киноварь, сера, ртуть, серебро — эти вещества во внутренней алхимии интерпретируются по другому. Считается, что древние сочинения по внешней алхимии имели в виду вовсе не минералы, а определённые субстанции (или энергии, или воображаемые вещества), перемещающиеся в теле человека. Поэтому в комментариях встречается «истинное золото», «истинная сера» и т. д., которые отличаются от соответствующих минеральных веществ.
Золотой эликсир или золотая пилюля (буквально — ) — это сплав, необходимый для бессмертия, выплавляется в нижнем даньтяне и либо является зародышем, либо необходим для его вскармливания.
Каждое из веществ обладает многочисленными символическими обозначениями — белый тигр, голубой дракон, чёрный дракон, сладкая роса и т. д., причём символ характеризует ещё состояние вещества. Вещества перемещаются по внутренним органам (или вырабатываются там) и попадают в даньтянь для переработки.

## Основные источники
- Поздние тексты
  - Сочинения Лю Имина
- Тексты династий Сун и Юань
  - Учжэньпянь (悟真篇), автор Чжан Бодуань
  - Сочинения Ван Чунъяна
  - Цзинданьдаяо (金丹大要), автор Чэнь Чжисю (陳致虛)
  - Учжэньшуци (無根樹詞), Дадаолунь (大道論) и Сюаньцзичжиян (玄機直講), автором считается Чжан Саньфэн
- Тексты династий Тан и ранее
  - Чжунлюйчжуань даоцзи (鐘呂傳道集) автором считается Ши Кэньу (施肩吾)
  - Тай цзи ту (太極圖) и Уцзюйту (無極圖), автором считается Чэнь Туань (陳摶)
  - Жуяоцзин (入藥鏡) автором считается Цуй Сифань (崔希範)
  - Тяньиньцзы (天隱子) автором считается Сыма Чэнчжэнь (司馬承禎])
  - Цзованлунь (坐忘論) автором считается Ли Цюань (李筌)
  - Линбаобифа (靈寶畢法), Хуаньданьгэ (還丹歌), Помичжэндаогэ (破迷正道歌) автором считается Чжунли Цюань，
  - Цзючжэньюйшу (九真玉書), Чжичжидаданьгэ (直指大丹歌), Чжисюаньпянь (指玄篇), Байцзымин (百字銘) автором считается Люй Дунбинь
- Тексты династий Хань и ранее
  - Чжоуи Цаньтунци ([周易]參同契) автором считается Вэй Боян
  - Хуанди Иньфуцзин ([皇帝]陰符經), комментировал Чжан Го, автором считается Хуанди, исследователи считают что текст написан в танскую эпоху.
- Классические сочинения
  - Даодэцзин: автором считается Лао-цзы
  - Ицзин: считается создан легендарным императором Фуси

## Визуализация
Популярным пособием по ознакомлению с внутренней алхимией стали цветная схема и аналогичная черно-белая гравюра «Нэй цзин ту» 內經圖, хранящиеся в Пекине, в павильоне Жуи 如意館 Запретного Города и Храме Белых Облаков соответственно. Обе репродукции воспроизводят работу неизвестного автора; графический стиль и характер сопровождающих текстов позволяют датировать оригинальное произведение началом эпохи Цин (17 в.) . Содержание схемы предположительно восходит к трактату «Син-мин гуй чжи» zh:性命圭旨 (16-нач.17 в.)  См. Neijing Tu